# Associazione Calcio Monza 1972-1973
Questa pagina raccoglie le informazioni riguardanti l'Associazione Calcio Monza nelle competizioni ufficiali della stagione 1972-1973.

## Stagione
Il Presidente Giovanni Cappelletti si riaffida all'allenatore Franco Viviani, ma la squadra disputa un sofferto campionato terminato con la retrocessione in Serie C.
Nel mercato di novembre Arturo Ballabio viene ceduto al Palermo in cambio di Enzo Ferrari, e l'attacco dei brianzoli ne risente. A novembre partono Giorgio Blasig per l'Udinese e Lucio Dell'Angelo che va al Prato.
La stagione non era iniziata male, battendo in Coppa Italia la Fiorentina 3-0, ma il turno lo passa il Bologna.
Il miglior marcatore di stagione con 6 reti è Fiorino Pepe delle quali 5 in campionato ed 1 in Coppa Italia, e non è una punta pura, è un centrocampista.

## Rosa
| N. |                   | Ruolo | Calciatore         |
| -- | ----------------- | ----- | ------------------ |
|    | Italia (bandiera) | A     | Roberto Antonelli  |
|    | Italia (bandiera) | A     | Arturo Ballabio    |
|    | Italia (bandiera) | A     | Silvino Bercellino |
|    | Italia (bandiera) | A     | Lucio Bertogna     |
|    | Italia (bandiera) | A     | Giorgio Blasig     |
|    | Italia (bandiera) | P     | Romano Cazzaniga   |
|    | Italia (bandiera) | D     | Angelo Colletta    |
|    | Italia (bandiera) | C     | Renato Dehò        |
|    | Italia (bandiera) | C     | Lucio Dell'Angelo  |
|    | Italia (bandiera) | C     | Mario Fara         |
|    | Italia (bandiera) | P     | Gino Ferioli       |
|    | Italia (bandiera) | A     | Enzo Ferrari       |

| N. |                   | Ruolo | Calciatore         |
| -- | ----------------- | ----- | ------------------ |
|    | Italia (bandiera) | C     | Furio Flora        |
|    | Italia (bandiera) | D     | Franco Fontana     |
|    | Italia (bandiera) | D     | Paolo Leban        |
|    | Italia (bandiera) | D     | Franco Lievore     |
|    | Italia (bandiera) | A     | Roberto Montorsi   |
|    | Italia (bandiera) | C     | Fiorino Pepe       |
|    | Italia (bandiera) | C     | Angelo Quintavalle |
|    | Italia (bandiera) | D     | Gian Filippo Reali |
|    | Italia (bandiera) | A     | Luigi Sanseverino  |
|    | Italia (bandiera) | D     | Roberto Santamaria |
|    | Italia (bandiera) | D     | Ugo Tomeazzi       |
|    | Italia (bandiera) | D     | Mario Trebbi       |

## Risultati

### Serie B

#### Girone di andata
| Arbitro: | Levrero (Genova) |

|  |           |               |
|  | Marcatori | 86’ Trinchero |

| Mantova 24 settembre 1972 2ª giornata | Mantova     | 0 – 0 | Monza | Stadio Danilo Martelli\| Arbitro: \| Calì (Roma) \| |
| Arbitro:                              | Calì (Roma) |       |       |                                                     |

| Arbitro: | Gialluisi (Barletta) |

|              |           |  |
| Colletta 43’ | Marcatori |  |

| Monza 8 ottobre 1972 4ª giornata | Monza         | 0 – 0 | Brescia | Stadio Gino Alfonso Sada\| Arbitro: \| Lupi (Genova) \| |
| Arbitro:                         | Lupi (Genova) |       |         |                                                         |

| Arbitro: | Agnolin (Bassano del Grappa) |

|                            |           |  |
| Vannini 75’ Bellinazzi 80’ | Marcatori |  |

| Arbitro: | Turiano (Reggio Calabria) |

|              |           |              |
| Ballabio 33’ | Marcatori | 70’ Graziani |

| Arbitro: | Schena (Foggia) |

|                |           |  |
| Mascheroni 18’ | Marcatori |  |

| Arbitro: | Barbaresco (Cormons) |

|                 |           |  |
| Quintavalle 48’ | Marcatori |  |

| Arbitro: | Gialluisi (Barletta) |

|                 |           |  |
| Francesconi 81’ | Marcatori |  |

| Monza 19 novembre 1972 10ª giornata | Monza             | 0 – 0 | Reggina | Stadio Gino Alfonso Sada\| Arbitro: \| Andreoli (Padova) \| |
| Arbitro:                            | Andreoli (Padova) |       |         |                                                             |

| Arbitro: | Panzino (Catanzaro) |

|            |           |                     |
| Marchi 78’ | Marcatori | 9’ Pepe 20’ Ferrari |

| Arbitro: | Menicucci (Firenze) |

|             |           |                |
| Ferrari 54’ | Marcatori | 19’ Bertarelli |

| Arbitro: | Lenardon (Siena) |

|             |           |  |
| Orlandi 36’ | Marcatori |  |

| Arbitro: | Gialluisi (Barletta) |

|                                         |           |                                 |
| Bertogna 20’ Sanseverino 40’ Trebbi 54’ | Marcatori | 7’ Riva 38’ Baisi 68’ Veschetti |

| Arbitro: | Ciulli (Roma) |

|              |           |  |
| Bonfanti 43’ | Marcatori |  |

| Monza 30 dicembre 1972 16ª giornata | Monza            | 0 – 0 | Brindisi | Stadio Gino Alfonso Sada\| Arbitro: \| Benedetti (Roma) \| |
| Arbitro:                            | Benedetti (Roma) |       |          |                                                            |

| Arbitro: | Barbaresco (Cormons) |

|                   |           |  |
| Manera 67’ (rig.) | Marcatori |  |

| Reggio Emilia 14 gennaio 1973 18ª giornata | Reggiana      | 0 – 0 | Monza | Stadio Mirabello\| Arbitro: \| Lupi (Genova) \| |
| Arbitro:                                   | Lupi (Genova) |       |       |                                                 |

| Arbitro: | Michelotti (Parma) |

|          |           |              |
| Pepe 81’ | Marcatori | 25’ Generoso |

#### Girone di ritorno
| Arbitro: | Moretto (San Donà di Piave) |

|                        |           |  |
| Morrone 70’ Pavone 74’ | Marcatori |  |

| Arbitro: | Lattanzi (Roma) |

|                |           |  |
| Bercellino 28’ | Marcatori |  |

| Arbitro: | Barboni (Firenze) |

|                            |           |  |
| Bonci 57’ Reali 85’ (aut.) | Marcatori |  |

| Brescia 25 febbraio 1973 23ª giornata | Brescia             | 0 – 0 | Monza | Stadio Mario Rigamonti\| Arbitro: \| Panzino (Catanzaro) \| |
| Arbitro:                              | Panzino (Catanzaro) |       |       |                                                             |

| Arbitro: | Branzoni (Pavia) |

|                 |           |  |
| Quintavalle 76’ | Marcatori |  |

| Arbitro: | Turiano (Reggio Calabria) |

|                                       |           |  |
| Antonelli 24’ (aut.) Di Francesco 51’ | Marcatori |  |

| Arbitro: | Menicucci (Firenze) |

|          |           |                |
| Fara 56’ | Marcatori | 19’ Mascheroni |

| Arbitro: | Lattanzi (Roma) |

|  |           |              |
|  | Marcatori | 36’ Tomeazzi |

| Arbitro: | Cantelli (Firenze) |

|                   |           |  |
| Fara 13’ Pepe 72’ | Marcatori |  |

| Arbitro: | Ciacci (Firenze) |

|  |           |                             |
|  | Marcatori | 55’ Ferrari 86’ Sanseverino |

| Monza 22 aprile 1973 30ª giornata | Monza                        | 0 – 0 | Lecco | Stadio Gino Alfonso Sada\| Arbitro: \| Agnolin (Bassano del Grappa) \| |
| Arbitro:                          | Agnolin (Bassano del Grappa) |       |       |                                                                        |

| Arbitro: | Barboni (Firenze) |

|                                                             |           |                 |
| Vezzoso 5’ Colautti 23’ (rig.) Bertarelli 44’ Colombini 72’ | Marcatori | 86’ Sanseverino |

| Monza 6 maggio 1973 32ª giornata | Monza           | 0 – 0 | Cesena | Stadio Gino Alfonso Sada\| Arbitro: \| Lattanzi (Roma) \| |
| Arbitro:                         | Lattanzi (Roma) |       |        |                                                           |

| Arbitro: | Lupi (Genova) |

|                                                            |           |                                  |
| Reali 3’ (aut.) Enzo 39’, 57’ Zaccarelli 53’ Veschetti 79’ | Marcatori | 23’ Ferrari 73’ Lievore 81’ Pepe |

| Monza 20 maggio 1973 34ª giornata | Monza            | 0 – 0 | Catanzaro | Stadio Gino Alfonso Sada\| Arbitro: \| Vaccaro (Torino) \| |
| Arbitro:                          | Vaccaro (Torino) |       |           |                                                            |

| Arbitro: | Chiapponi (Livorno) |

|                   |           |  |
| Trebbi 46’ (aut.) | Marcatori |  |

| Arbitro: | Reggiani (Bologna) |

|         |           |                    |
| Pepe 5’ | Marcatori | 18’ (rig.) Corradi |

| Arbitro: | Menegali (Roma) |

|  |           |                                     |
|  | Marcatori | 62’ Spagnolo 77’ Donina 87’ Borzoni |

| Arbitro: | Barbaresco (Cormons) |

|                                               |           |          |
| Dalle Vedove 42’ Casarsa 58’ (rig.) Butti 89’ | Marcatori | 56’ Fara |

### Coppa Italia

#### Girone 5
| Arbitro: | Trono (Torino) |

|  |           |                                     |
|  | Marcatori | 46’ Blasig 65’ Ballabio 85’ Fontana |

| Arbitro: | Cantelli (Firenze) |

|            |           |                      |
| Blasig 41’ | Marcatori | 66’ Vieri 89’ Ghetti |

| Arbitro: | Lattanzi (Roma) |

|                                                                      |           |  |
| Catania 16’, 27’ Braida 39’, 49’ Scala 48’, 64’ (rig.) Carnevali 71’ | Marcatori |  |

| 6 settembre 1972 4ª giornata |  | – Riposo |  |  |

| Arbitro: | Prati (Parma) |

|                            |           |                          |
| Pepe 25’ Ballabio 41’, 49’ | Marcatori | 12’ Ardemagni 34’ Florio |

## Statistiche

### Statistiche di squadra
| Competizione | Punti | In casa | In casa | In casa | In casa | In casa | In casa | In trasferta | In trasferta | In trasferta | In trasferta | In trasferta | In trasferta | Totale | Totale | Totale | Totale | Totale | Totale | DR  |
| Competizione | Punti | G       | V       | N       | P       | Gf      | Gs      | G            | V            | N            | P            | Gf           | Gs           | G      | V      | N      | P      | Gf     | Gs     | DR  |
| ------------ | ----- | ------- | ------- | ------- | ------- | ------- | ------- | ------------ | ------------ | ------------ | ------------ | ------------ | ------------ | ------ | ------ | ------ | ------ | ------ | ------ | --- |
| Serie B      | 31    | 19      | 5       | 12      | 2       | 14      | 12      | 19           | 3            | 3            | 13           | 10           | 27           | 38     | 8      | 15     | 15     | 24     | 39     | -15 |
| Coppa Italia | 4     | 2       | 1       | 0       | 1       | 4       | 4       | 2            | 1            | 0            | 1            | 3            | 7            | 4      | 2      | 0      | 2      | 7      | 11     | -4  |
| Totale       |       | 21      | 6       | 12      | 3       | 18      | 16      | 21           | 4            | 3            | 14           | 13           | 34           | 42     | 10     | 15     | 17     | 31     | 50     | -19 |

### Statistiche dei giocatori
| Giocatore      | Serie B  | Serie B | Coppa Italia | Coppa Italia | Totale   | Totale |
| Giocatore      | Presenze | Reti    | Presenze     | Reti         | Presenze | Reti   |
| -------------- | -------- | ------- | ------------ | ------------ | -------- | ------ |
| R. Antonelli   | 16       | 1       | -            | -            | 16       | 1      |
| A. Ballabio    | 7        | 1       | 4            | 3            | 11       | 4      |
| S. Bercellino  | 17       | 1       | 1            | 0            | 18       | 1      |
| L. Bertogna    | 27       | 1       | -            | -            | 27       | 1      |
| G. Blasig      | 5        | 0       | 3            | 2            | 8        | 2      |
| R. Cazzaniga   | 37       | -38     | 1            | 0            | 38       | -38    |
| A. Colletta    | 34       | 1       | 4            | 0            | 38       | 1      |
| M. Colombo     | -        | -       | 1            | -2           | 1        | -2     |
| R. Dehò        | 18       | 0       | 3            | 0            | 21       | 0      |
| L. Dell'Angelo | 6        | 0       | 4            | 0            | 10       | 0      |
| M. Fara        | 37       | 3       | 4            | 0            | 41       | 3      |
| G. Ferioli     | 1        | -1      | 3            | -9           | 4        | -10    |
| E. Ferrari     | 25       | 4       | -            | -            | 25       | 4      |
| F. Flora       | 9        | 0       | 2            | 0            | 11       | 0      |
| F. Fontana     | 30       | 0       | 4            | 1            | 34       | 1      |
| P. Leban       | 15       | 0       | -            | -            | 15       | 0      |
| F. Lievore     | 23       | 1       | 4            | 0            | 27       | 1      |
| R. Mannino     | -        | -       | 1            | 0            | 1        | 0      |
| R. Montorsi    | 4        | 0       | 3            | 0            | 7        | 0      |
| F. Pepe        | 36       | 5       | 2            | 1            | 38       | 6      |
| A. Quintavalle | 13       | 1       | 1            | 0            | 14       | 1      |
| G. Reali       | 32       | 0       | -            | -            | 32       | 0      |
| L. Sanseverino | 14       | 3       | -            | -            | 14       | 3      |
| R. Santamaria  | 1        | 0       | -            | -            | 1        | 0      |
| U. Tomeazzi    | 22       | 1       | 3            | 0            | 25       | 1      |
| M. Trebbi      | 21       | 1       | 4            | 0            | 25       | 1      |